# Crella topsenti
Crella topsenti är en svampdjursart som först beskrevs av Babic 1922.  Crella topsenti ingår i släktet Crella och familjen Crellidae.
Artens utbredningsområde är Adriatiska havet. Inga underarter finns listade i Catalogue of Life.